# Скарнафиджи
Скарнафиджи (итал. Scarnafigi) — коммуна в Италии, располагается в регионе Пьемонт, в провинции Кунео.
Население составляет 1984 человека (2008 г.), плотность населения составляет 66 чел./км². Занимает площадь 30 км². Почтовый индекс — 12030. Телефонный код — 0175.
Покровителями коммуны почитаются катакомбные святые (Corpi Santissimi), празднование в последнее воскресение сентября.

## Демография
Динамика населения:

## Администрация коммуны
- Официальный сайт: http://www.comune.scarnafigi.cn.it/